# Список Героев Социалистического Труда (Ага Дадаш — Акыниязов)
Эта страница является частью списка Героев Социалистического Труда и перечисляет в алфавитном порядке лиц, удостоенных звания Героя Социалистического Труда, чьи фамилии начинаются с буквы «А», от Ага до Акыниязов.
- Список не включает дважды и трижды Героев Социалистического Труда, а также лиц, лишённых этого звания.
- Список содержит информацию о датах жизни, роде деятельности и дате присвоения звания Героя.
- Герои, удостоенные звания посмертно, выделены в списке  серым цветом .
- Герои, сменившие фамилию после присвоения звания, приводятся в списках дважды, при этом строка с новой фамилией выделяется  бежевым цветом  и не имеет номера.

## Список людей, фамилии которых начинаются с «А»
| Навигационная таблица | Навигационная таблица  |
| --------------------- | ---------------------- |
| «А»                   | Абаев — Авшалумов      |
| «А»                   | Ага Дадаш — Акыниязов  |
| «А»                   | Алабугина — Алямкина   |
| «А»                   | Амадалиев — Анюховская |
| «А»                   | Апайков — Асютченко    |
| «А»                   | Атабаев — Аяускайте    |

| №          | Фамилия, имя, отчество              | Даты жизни              | Деятельность | Дата присвоения | ГС         |
| ---------- | ----------------------------------- | ----------------------- | --- | --------------- | ---------- |
| 1          | Ага Дадаш Кербалай оглы             | 10.06.1926 — 13.12.2008 | Буровой мастер конторы бурения № 3 треста «Апшеронбурнефть» Министерства нефтедобывающей промышленности Азербайджанской ССР                                                                                       | 23.05.1966      | [ ГС 1 ]   |
| 2          | Агабеков Толе                       | род. 1945               | Механизатор колхоза имени Алишера Навои Ленинского района Чимкентской области | 19.02.1981      |            |
| 3          | Агаджанова Ораз Гуль                | 1921 — ????             | Звеньевая колхоза «Коммунизм» Тахта-Базарского района Марыйской области | 05.04.1948      | [ ГС 2 ]   |
| 4          | Агаджанян Айказ Саркисович          | 1906—1990               | Звеньевой колхоза «Правда» Шамхорского района Азербайджанской ССР | 08.08.1950      | [ ГС 3 ]   |
| 5          | Агаев Агахан Гариб оглы             | род. 1940               | Старший аппаратчик Сумгаитского суперфосфатного завода Министерства химической промышленности СССР, Азербайджанская ССР                                                                                           | 03.10.1980      | [ ГС 4 ]   |
| 6          | Агаев Али Агабаба оглы              | 1906 — 17.04.1983       | Бригадир колхоза имени Чапаева Масаллинского района Азербайджанской ССР | 17.08.1950      | [ ГС 5 ]   |
| 7          | Агаев Омар Агаджангир оглы          | 01.01.1928 — 01.10.2017 | Бригадир пропитчиков Бакинского электромашиностроительного завода имени 50-летия комсомола Азербайджана Министерства электротехнической промышленности СССР, Азербайджанская ССР                                  | 03.01.1974      | [ ГС 6 ]   |
| 8          | Агаев Фирудин Гули оглы             | 19.02.1898 — 19.02.1958 | Паровозный машинист Бакинского депо Закавказской железной дороги, Азербайджанская ССР | 05.11.1943      | [ ГС 7 ]   |
| 9          | Агаева Гюльдаста Иса кызы           | род. 1929               | Звеньевая колхоза имени Орджоникидзе Масаллинского района Азербайджанской ССР | 01.07.1949      | [ ГС 8 ]   |
| 10         | Агаева Гюлюстан Ага Мирза кызы      | 20.03.1898 — 03.01.1974 | Звеньевая хлопкового совхоза «Мильский» № 5 Министерства совхозов СССР, Ждановский район Азербайджанской ССР | 05.04.1948      | [ ГС 9 ]   |
| 10.000001  | Агаева Рейхан Агадада кызы          | 1924—1968               | Звеньевая колхоза имени Чапаева Масаллинского района Азербайджанской ССР | 01.07.1949      |            |
| 11         | Агаева Таджи Гозель                 | 1918 — ????             | Звеньевая колхоза «Сынпы-Гореш» Марыйского района Марыйской области | 11.06.1949      | [ ГС 10 ]  |
| 12         | Агаева Таза Фейзулла кызы           | 10.04.1927 — 10.03.1968 | Звеньевая колхоза имени Орджоникидзе Кюрдамирского района Азербайджанской ССР | 12.07.1950      | [ ГС 11 ]  |
| 13         | Агамалиев Азаи Астан оглы           | 15.03.1897 — 28.12.1984 | Старший чабан колхоза имени Берия Имишлинского района Азербайджанской ССР | 17.08.1948      | [ ГС 12 ]  |
| 14         | Агамурадов Низамеддин Агамурад оглы | 15.02.1935 — 09.2018    | Оператор Бакинского нефтеперерабатывающего завода имени Караева Министерства нефтеперерабатывающей и нефтехимической промышленности СССР, Азербайджанская ССР                                                     | 20.04.1971      | [ ГС 13 ]  |
| 15         | Агамурадов Сапар                    | 1927 — ????             | Бригадир колхоза «Ленинизм» Калининского района Ташаузской области | 08.04.1971      | [ ГС 14 ]  |
| 16         | Агапов Анатолий Казимирович         | род. 01.06.1927         | Токарь Кишинёвского тракторного завода Министерства тракторного и сельскохозяйственного машиностроения СССР, Молдавская ССР                                                                                       | 16.03.1976      | [ ГС 15 ]  |
| 17         | Агапов Иван Тимофеевич              | 03.03.1923 — 1996       | Первый секретарь Кировского райкома КПСС, Приморский край | 09.03.1966      | [ ГС 16 ]  |
| 18         | Агапов Николай Андреевич            | 26.11.1911 — 03.05.1985 | Минёр восстановительного железнодорожного батальона | 05.11.1943      | [ ГС 17 ]  |
| 19         | Агапов Сергей Сергеевич             | 17.07.1926 — 27.07.2005 | Машинист экскаватора Щуровского комбината стройдеталей Главмособлстройматериалов при исполкоме Московского областного Совета народных депутатов                                                                   | 19.03.1981      | [ ГС 18 ]  |
| 20         | Агапова Прасковья Петровна          | 10.10.1917 — 25.10.2006 | Свинарка совхоза «Беднодемьяновский» Беднодемьяновского района Пензенской области | 22.03.1966      | [ ГС 19 ]  |
| 21         | Агарков Гавриил Дмитриевич          | 21.03.1905 — 12.01.1992 | Директор Верхне-Салдинского металлообрабатывающего завода имени В. И. Ленина Министерства авиационной промышленности СССР, Свердловская область                                                                   | 26.04.1971      | [ ГС 20 ]  |
| 22         | Агаркова Акулина Михайловна         | 29.05.1907 — 14.03.1985 | Бригадир маляров строительно-монтажного управления № 2 строительного треста № 42 Челябинского совнархоза | 09.08.1958      | [ ГС 21 ]  |
| 22.000002  | Агаркова Варвара Гавриловна         | 1928 — ????             | Звеньевая колхоза «Красный партизан» Лабинского района Краснодарского края | 06.05.1948      |            |
| 23         | Агафонов Вениамин Максимович        | 28.02.1930 — 15.09.2015 | Бурильщик конторы бурения № 1 треста «Первомайбурнефть» объединения «Куйбышевнефть» Министерства нефтедобывающей промышленности СССР, Куйбышевская область                                                        | 23.05.1966      | [ ГС 22 ]  |
| 24         | Агафонов Григорий Михайлович        | 19.12.1912 — 22.01.2001 | Комбайнёр Казанской МТС Верхнедонского района Ростовской области | 07.08.1952      | [ ГС 23 ]  |
| 25         | Агафонов Пётр Иванович              | 1915 — ????             | Бригадир тракторной бригады Илийской МТС Алма-Атинской области | 28.03.1948      | [ ГС 24 ]  |
| 26         | Агафонов Сергей Павлович            | 02.10.1909 — 02.1987    | Начальник управления капитального строительства Норильского горно-металлургического комбината, Красноярский край                                                                                                  | 09.08.1958      | [ ГС 25 ]  |
| 27         | Агафонов Сергей Петрович            | 23.02.1918 — 07.03.1993 | Ведущий конструктор ОКБ-456 Государственного комитета Совета Министров СССР по оборонной технике, Московская область                                                                                              | 17.06.1961      | [ ГС 26 ]  |
| 28         | Агафонова Евгения Александровна     | 05.03.1931 — 01.07.2015 | Доярка животноводческого совхоза «Городище» Министерства мясной и молочной промышленности СССР, Воскресенский район Московской области                                                                            | 03.11.1951      | [ ГС 27 ]  |
| 29         | Агафонова Зинаида Фёдоровна         | 24.02.1930 — 26.09.1991 | Ткачиха комбината «Балтийская мануфактура» Министерства лёгкой промышленности Эстонской ССР, гор. Таллин | 05.04.1971      | [ ГС 28 ]  |
| 30         | Агафонова Серафима Андреевна        | 03.12.1939 — 20.06.2014 | Мастер машинного доения колхоза имени Чапаева Михайловского района Рязанской области | 29.05.1990      | [ ГС 29 ]  |
| 31         | Агеев Иван Александрович            | 07.11.1929 — 18.09.1977 | Капитан большого морозильного рыболовного траулера «Юхан Сютисте» Эстонской рыбопромышленной экспедиционной базы, гор. Таллин                                                                                     | 26.06.1961      | [ ГС 30 ]  |
| 32         | Агеев Сергей Алексеевич             | 1906 — ????             | Бригадир колхоза «Ильич» Болховского района Орловской области | 12.03.1949      | [ ГС 31 ]  |
| 33         | Агеева Валентина Васильевна         | 11.02.1929 — 07.05.1997 | Бригадир совхоза «Большевик» Серпуховского района Московской области | 11.12.1973      | [ ГС 32 ]  |
| 34         | Агеева Нина Михайловна              | 04.11.1931 — 04.04.2017 | Вязальщица Решетихинской крутильносетевязальной фабрики Министерства рыбного хозяйства СССР, Горьковская область                                                                                                  | 26.04.1971      | [ ГС 33 ]  |
| 35         | Агейчик Сергей Прокофьевич          | 17.07.1924 — 28.02.2004 | Шофёр мостостроительного района № 3 Министерства строительства и эксплуатации автомобильных дорог Белорусской ССР, Брестская область                                                                              | 04.05.1971      | [ ГС 34 ]  |
| 36         | Агибалов Василий Осипович           | 21.04.1914 — 09.10.1999 | Управляющий отделением зернового совхоза «Гигант» Министерства совхозов СССР, Сальский район Ростовской области                                                                                                   | 03.04.1948      | [ ГС 35 ]  |
| 37         | Агинян Гегецик Геворковна           | 1914 — ????             | Звеньевая Ачаджурского совхоза Иджеванского района Армянской ССР | 30.04.1966      |            |
| 38         | Аглуллин Рауф Абдуллович            | 15.11.1930 — 12.09.2006 | Председатель колхоза «Память Ленина» Буинского района Татарской АССР | 22.03.1966      | [ ГС 36 ]  |
| 39         | Аглямов Нагим Харисламович          | 15.08.1932 — 24.12.2008 | Бригадир монтажников Заинского монтажного участка треста «Гидромонтаж» Министерства энергетики и электрификации СССР, Татарская АССР                                                                              | 15.04.1977      | [ ГС 37 ]  |
| 40         | Агошков Михаил Иванович             | 12.11.1905 — 14.10.1993 | Советник дирекции Института проблем комплексного освоения недр Академии наук СССР, академик АН СССР, гор. Москва                                                                                                  | 25.01.1991      | [ ГС 38 ]  |
| 41         | Ададурова Анна Петровна             | 1930 — ????             | Звеньевая колхоза «Ленинским шляхом» Ореховского района Запорожской области | 23.06.1966      | [ ГС 39 ]  |
| 42         | Адам-Юсупов Тюлеген Дюсембаевич     | 1937 — 05.05.2015       | Горновой доменного цеха Карагандинского металлургического комбината Министерства чёрной металлургии СССР | 02.03.1981      | [ ГС 40 ]  |
| 43         | Адаменко Галина Андреевна           | 20.05.1922 — 28.08.2012 | Старший агроном Меркенской МТС Джамбулской области | 28.03.1948      | [ ГС 41 ]  |
| 44         | Адаменко Иван Фёдорович             | 21.07.1917 — 21.05.1992 | Бригадир колхоза «Память Ленина» Куйтунского района Иркутской области | 13.12.1972      | [ ГС 42 ]  |
| 45         | Адамия Григорий Михайлович          | 24.08.1906 — ????       | Председатель исполнительного комитета Абашского районного Совета депутатов трудящихся, Грузинская ССР | 21.02.1948      | [ ГС 43 ]  |
| 46         | Адамов Иван Васильевич              | 10.10.1922 — 10.09.2000 | Горнорабочий очистного забоя Аркагалинского шахтоуправления Министерства угольной промышленности СССР, Магаданская область                                                                                        | 29.06.1966      | [ ГС 44 ]  |
| 47         | Адамович Дарья Андреевна            | 02.01.1931 — 25.01.2008 | Звеньевая совхоза «Хотовский» Киево-Святошинского района Киевской области | 08.04.1971      | [ ГС 45 ]  |
| 48         | Адамович Иван Григорьевич           | род. 1923               | Раскряжевщик древесины Верхнедаубихинского леспромхоза Министерства лесной, целлюлозно-бумажной и деревообрабатывающей промышленности СССР, Приморский край                                                       | 17.09.1966      | [ ГС 46 ]  |
| 49         | Адамсон Роберт Эдуардович           | 16.05.1928 — 10.01.1995 | Директор Локсаской средней школы, Харьюский район Эстонской ССР | 27.06.1978      | [ ГС 47 ]  |
| 50         | Адамян Сурен Арутюнович             | 05.1913 — 27.02.1983    | Председатель колхоза имени Тульских рабочих Мартунинского района Нагорно-Карабахской автономной области | 10.03.1948      | [ ГС 48 ]  |
| 51         | Аджемян Вартан Мкртичевич           | 28.09.1905 — 24.01.1977 | Главный режиссёр Армянского государственного академического драматического театра имени Г. Сундукяна, народный артист СССР, гор. Ереван                                                                           | 08.12.1975      | [ ГС 49 ]  |
| 52         | Аджиев Тажудин Ильясович            | 20.04.1886 — ????       | Звеньевой Меркенского свеклосовхоза Министерства пищевой промышленности СССР, Джамбулская область | 08.05.1948      | [ ГС 50 ]  |
| 53         | Аджикеев Эсенкан                    | 1924—1989               | Бригадир забойщиков рудоуправления № 11 комбината № 11 Министерства среднего машиностроения СССР, гор. Кара-Балта Киргизской ССР                                                                                  | 29.07.1966      | [ ГС 51 ]  |
| 54         | Адилов Султан                       | 1898 — ????             | Председатель колхоза имени Сталина Свердловского района Бухарской области | 11.01.1957      | [ ГС 52 ]  |
| 55         | Адильбаев Кабдырахман               | 01.01.1910 — 06.03.1967 | Бригадир колхоза «Ундрус» Ново-Черкасского района Акмолинской области | 28.03.1948      | [ ГС 53 ]  |
| 56         | Адильбеков Жотабай                  | 1886 — ????             | Старший табунщик колхоза «Кайнар» Сузакского района Южно-Казахстанской области | 23.07.1948      | [ ГС 54 ]  |
| 57         | Адиньш Андрей Иванович              | 01.1909 — 27.07.1985    | Бригадир слесарей Рижского трамвайно-троллейбусного управления, Латвийская ССР | 20.12.1966      | [ ГС 55 ]  |
| 58         | Адлейба Мария Коциевна              | 28.02.1900 — 02.10.1992 | Колхозница колхоза имени Суворова Очамчирского района Абхазской АССР | 02.04.1966      | [ ГС 56 ]  |
| 59         | Адлер Отто Рудольфович              | род. 17.02.1934         | Комбайнёр совхоза «Кзыл-Агашский» Аксуского района Алма-Атинской области | 19.04.1967      | [ ГС 57 ]  |
| 60         | Адомавичюс Винцас Казевич           | 05.05.1912 — 19.01.1973 | Председатель колхоза имени Черняховского Капсукского района Литовской ССР | 05.04.1958      | [ ГС 58 ]  |
| 61         | Адонин Иван Егорович                | 15.02.1915 — 30.05.1997 | Председатель колхоза «Россия» Александровского района Кировоградской области | 08.04.1971      | [ ГС 59 ]  |
| 62         | Адраховский Иосиф Францевич         | 1911 — ????             | Машинист врубовой машины шахты № 7—7-бис треста «Боковоантрацит» Министерства угольной промышленности Украинской ССР, Ворошиловградская область                                                                   | 26.04.1957      | [ ГС 60 ]  |
| 63         | Адуев Нурмагомед Адуевич            | 09.05.1925 — 26.03.2002 | Старший чабан колхоза имени Гаруна Саидова Кулинского района Дагестанской АССР | 08.04.1971      | [ ГС 61 ]  |
| 64         | Адылбеков Жаканбай                  | 1890 — ????             | Старший чабан колхоза имени Амангельды Капальского района Талды-Курганской области | 23.07.1948      | [ ГС 62 ]  |
| 65         | Ажигабылов Мусахан                  | 1923—1985               | Старший чабан совхоза «Балтакульский» Кзылкумского района Чимкентской области | 06.09.1973      | [ ГС 63 ]  |
| 66         | Ажигов Сарсембек                    | 1906 — ????             | Старший чабан колхоза имени Молотова Сары-Суйского района Джамбулской области | 12.07.1949      | [ ГС 64 ]  |
| 67         | Ажикулов Рысхул                     | 1899—1982               | Бригадир колхоза имени Карла Маркса Кара-Суйского района Ошской области | 30.04.1966      | [ ГС 65 ]  |
| 68         | Ажирков Пётр Иванович               | 21.10.1894 — 09.05.1955 | Председатель колхоза «Борец» Бронницкого района Московской области | 19.02.1948      | [ ГС 66 ]  |
| 69         | Ажмамбетов Туркмамбет               | 1896 — ????             | Старший конюх племенного овцеводческого совхоза «Червлённые Буруны» Министерства совхозов СССР, Кара-Ногайский район Грозненской области                                                                          | 09.10.1949      | [ ГС 67 ]  |
| 70         | Азаева Червон Али кызы              | 10.03.1928 — 30.12.2006 | Звеньевая колхоза «Советский Азербайджан» Али-Байрамлинского района Азербайджанской ССР | 19.05.1948      | [ ГС 68 ]  |
| 71         | Азанов Геральд Васильевич           | 25.05.1935 — 10.02.2016 | Буровой мастер Осинского управления буровых работ объединения «Пермнефть» Министерства нефтяной промышленности СССР, Пермская область                                                                             | 30.12.1973      | [ ГС 69 ]  |
| 72         | Азаренков Семён Сергеевич           | 19.02.1920 — 24.07.2006 | Машинист тепловоза локомотивного депо Шилка Забайкальской железной дороги, Читинская область | 04.08.1966      | [ ГС 70 ]  |
| 73         | Азарная Евдокия Михайловна          | 27.02.1911 — ????       | Звеньевая виноградарского совхоза имени Молотова Министерства пищевой промышленности СССР, Анапский район Краснодарского края                                                                                     | 27.08.1951      | [ ГС 71 ]  |
| 74         | Азарной Фёдор Иванович              | 10.10.1916 — 21.01.1984 | Бригадир виноградарского совхоза имени Молотова Министерства промышленности продовольственных товаров СССР, Анапский район Краснодарского края                                                                    | 26.02.1955      | [ ГС 72 ]  |
| 75         | Азаров Василий Иванович             | 03.01.1921 — 14.08.2006 | Слесарь-сборщик механического завода Конструкторского бюро прикладной механики Министерства общего машиностроения СССР, Красноярский край                                                                         | 11.10.1974      | [ ГС 73 ]  |
| 76         | Азаров Василий Никонович            | род. 04.08.1932         | Бригадир совхоза «Восход» Ленинградского района Кокчетавской области | 19.04.1967      | [ ГС 74 ]  |
| 77         | Азаров Николай Трифонович           | 25.12.1936 — 02.09.2003 | Горнорабочий очистного забоя шахты «Постниковская» № 1 треста «Шахтёрскантрацит» комбината «Артёмуголь» Министерства угольной промышленности Украинской ССР, Донецкая область                                     | 29.06.1966      | [ ГС 75 ]  |
| 78         | Азарян Аршалус Амбарцумовна         | 1912 — ????             | Звеньевая виноградарского совхоза имени Низами Министерства пищевой промышленности СССР, Таузский район Азербайджанской ССР                                                                                       | 05.10.1949      | [ ГС 76 ]  |
| 79         | Азаян Багдасар Мартиросович         | 09.06.1905 — 10.12.1972 | Председатель колхоза «Дружба» Сисианского района Армянской ССР | 18.06.1949      | [ ГС 77 ]  |
| 80         | Азгур Заир Исаакович                | 15.01.1908 — 18.02.1995 | Скульптор, академик Академии художеств СССР, народный художник СССР, гор. Минск | 02.01.1978      | [ ГС 78 ]  |
| 81         | Азизов Абдукаюм                     | 1902—1962               | Звеньевой садовиноградарского совхоза № 2 «Шахринау» Министерства промышленности продовольственных товаров СССР, Гиссарский район Таджикской ССР                                                                  | 03.11.1953      | [ ГС 79 ]  |
| 82         | Азизов Агасаф Али оглы              | 1907 — 21.09.1951       | Председатель колхоза имени Багирова Ахсуинского района Азербайджанской ССР | 10.03.1948      | [ ГС 80 ]  |
| 83         | Азизов Буры                         | 1922 — ????             | Звеньевой колхоза «Рохи Сталин» Гиссарского района Сталинабадской области | 01.03.1948      |            |
| 84         | Азизов Гейдар Гусейн оглы           | 1887 — ????             | Звеньевой колхоза имени Чапаева Масаллинского района Азербайджанской ССР | 01.07.1949      | [ ГС 81 ]  |
| 85         | Азизов Гусейн Азизович              | 25.01.1931 — 17.05.2005 | Буровой мастер конторы разведочного бурения № 3 треста «Дагнефтегазразведка» объединения «Дагнефть» Министерства нефтедобывающей промышленности СССР, Дагестанская АССР                                           | 23.05.1966      | [ ГС 82 ]  |
| 86         | Азизов Маматкул                     | 1908 — ????             | Председатель колхоза имени Маленкова Ангорского района Сурхандарьинской области | 11.01.1957      | [ ГС 83 ]  |
| 87         | Азизов Мамед Саат оглы              | 1911 — 03.08.1973       | Председатель колхоза имени Ворошилова Маразинского района Азербайджанской ССР | 10.03.1948      | [ ГС 84 ]  |
| 88         | Азизова Анабиби                     | 1918 — ????             | Звеньевая колхоза имени Сталина Ургенчского района Хорезмской области | 11.01.1957      | [ ГС 85 ]  |
| 89         | Азизова Хавяр Ягуб кызы             | 10.08.1915 — 13.09.1976 | Звеньевая колхоза «Бакинский рабочий» Астрахан-Базарского района Азербайджанской ССР | 17.08.1950      | [ ГС 86 ]  |
| 90         | Азимбаев Ахмед                      | 1922 — ????             | Начальник установки Алтыарыкского нефтеперерабатывающего завода Министерства нефтеперерабатывающей и нефтехимической промышленности СССР, Ферганская область                                                      | 28.05.1966      |            |
| 91         | Азимбаев Чингис                     | 1885 — 13.09.1974       | Старший чабан колхоза имени Абая Абаевского района Семипалатинской области | 23.07.1948      | [ ГС 87 ]  |
| 92         | Азимов Абдусамат                    | 1929—1975               | Звеньевой колхоза имени Сталина Кокташского района Сталинабадской области | 01.03.1948      | [ ГС 88 ]  |
| 93         | Азимов Иргаш                        | 1890 — ????             | Звеньевой виноградарского совхоза имени Ховренко Министерства пищевой промышленности СССР, Орджоникидзевский район Ташкентской области                                                                            | 05.10.1949      | [ ГС 89 ]  |
| 94         | Азимов Камил                        | 1928 — ????             | Агроном колхоза имени Ленина Янгиюльского района Ташкентской области | 11.01.1957      | [ ГС 90 ]  |
| 95         | Азимов Камол                        | 1927 — ????             | Председатель колхоза имени Навои Джизакского района Сырдарьинской области | 10.12.1973      | [ ГС 91 ]  |
| 96         | Азимов Салим                        | 1922 — ????             | Бригадир тракторной бригады 2-й Бухарской МТС, Бухарская область | 11.01.1957      | [ ГС 92 ]  |
| 97         | Азимов Саткин                       | 1904 — ????             | Звеньевой колхоза имени Сталина Избасканского района Андижанской области | 11.01.1957      | [ ГС 93 ]  |
| 98         | Азимова Джахан Гасан кызы           | род. 13.09.1932         | Звеньевая колхоза «Шарк» Куткашенского района Азербайджанской ССР | 01.07.1949      | [ ГС 94 ]  |
| 98.000003  | Азимова Любовь Ивановна             | род. 1941               | Свинарка колхоза «Решительный» Новозыбковского района Брянской области | 22.03.1966      | [ ГС 95 ]  |
| 99         | Азматов Гаппар                      | 1918 — 06.1981          | Председатель колхоза имени В. Р. Вильямса Букинского района Ташкентской области | 11.01.1957      | [ ГС 96 ]  |
| 100        | Азовцев Иван Никитович              | 15.04.1904 — 16.02.1985 | Секретарь районного комитета ВКП(б) Новоаннинского района Сталинградской области | 15.02.1948      | [ ГС 97 ]  |
| 101        | Азоян Машо Ивановна                 | 1895 — ????             | Звеньевой колхоза «III Интернационал» Октемберянского района Армянской ССР | 14.06.1950      | [ ГС 98 ]  |
| 102        | Айба Виссарион Кукунович            | 1911 — 13.08.1983       | Председатель колхоза «Красные Эшеры» Сухумского района Абхазской АССР | 03.05.1949      | [ ГС 99 ]  |
| 103        | Айба Хакибей Кажевич                | 31.12.1917 — 07.11.2016 | Председатель колхоза села Лыхны Гудаутского района Абхазской АССР | 07.07.1986      | [ ГС 100 ] |
| 104        | Айглова Таисия Ямбатровна           | 13.08.1927 — 14.12.1994 | Свинарка колхоза имени Ленина Мари-Турекского района Марийской АССР | 22.03.1966      | [ ГС 101 ] |
| 105        | Айданиязов Жаксымурат               | 1922 — ????             | Монтёр Нукусского эксплуатационного узла связи Министерства связи Узбекской ССР, Каракалпакская АССР | 04.05.1971      | [ ГС 102 ] |
| 106        | Айдарбеков Курманкул                | 1916—1974               | Бригадир колхоза «Алга» Кантского района Киргизской ССР | 31.12.1965      | [ ГС 103 ] |
| 107        | Айдарбекова Ташинбала               | 1906 — ????             | Звеньевая колхоза «Джана-Талап» Талды-Курганского района Талды-Курганской области | 28.03.1948      | [ ГС 104 ] |
| 108        | Айдаров Кали                        | 1907 — ????             | Старший чабан каракулеводческого совхоза «Кенимех» Министерства совхозов СССР, Кенимехский район Бухарской области                                                                                                | 01.12.1949      |            |
| 109        | Айдаров Ташбай                      | 1919 — ????             | Старший чабан совхоза «Чаткал» Ала-Букинского района Ошской области | 08.04.1971      | [ ГС 105 ] |
| 110        | Айдарова Наталья Михайловна         | род. 24.04.1932         | Свинарка совхоза «Титовский» Пачелмского района Пензенской области | 22.03.1966      | [ ГС 106 ] |
| 111        | Айдарханов Бике                     | 05.12.1918 — 28.10.1970 | Шихтовщик свинцового завода Лениногорского полиметаллического комбината Министерства цветной металлургии ССР, Восточно-Казахстанская область                                                                      | 20.05.1966      | [ ГС 107 ] |
| 112        | Айдогдыев Карры                     | 1896 — ????             | Старший чабан каракулеводческого совхоза «Сайван» Министерства внешней торговли СССР, Бахарденский район Ашхабадской области                                                                                      | 15.09.1948      | [ ГС 108 ] |
| 113        | Айдымбеков Дюсембек                 | 1914—1982               | Старший чабан каракулеводческого совхоза «Таласский» Министерства совхозов СССР, Таласский район Джамбулской области                                                                                              | 01.12.1949      | [ ГС 109 ] |
| 114        | Аймаков Куанышпай Аймакович         | род. 1927               | Чабан совхоза «Домбаровский» Домбаровского района Оренбургской области | 08.04.1971      | [ ГС 110 ] |
| 115        | Айнабеков Айдаралы                  | 1900 — ????             | Заведующий фермой колхоза «Кзыл-Макташи» Таласского района Джамбулской области | 23.07.1948      | [ ГС 111 ] |
| 116        | Айрапетян Аршавир Авакович          | 17.10.1916 — 12.1998    | Директор совхоза «Ахтанак» Ноемберянского района Армянской ССР | 27.12.1976      | [ ГС 112 ] |
| 117        | Айрапетян Манучар Николаевич        | 1906 — ????             | Звеньевой Мартунинского виноградарского совхоза Министерства пищевой промышленности СССР, Мартунинский район Нагорно-Карабахской автономной области                                                               | 03.09.1951      | [ ГС 113 ] |
| 118        | Айрапетян Хачатур Макарович         | 1908—1962               | Звеньевой колхоза имени Клары Цеткин Шамхорского района Азербайджанской ССР | 08.08.1950      | [ ГС 114 ] |
| 119        | Айриян Гурген Маркарович            | 1913 — ????             | Звеньевой колхоза имени Асланова Шамхорского района Азербайджанской ССР | 21.07.1949      | [ ГС 115 ] |
| 120        | Айрян Арамаис Овсепович             | род. 1944               | Дояр совхоза имени Ленина Горисского района Армянской ССР | 16.03.1981      |            |
| 121        | Айсин Альсен                        | 06.06.1922 — 21.03.1980 | Старший скотник совхоза «Алаботинский» Чкаловского района Кокчетавской области | 22.03.1966      | [ ГС 116 ] |
| 122        | Айтбаев Базылбек                    | 1926—1986               | Старший чабан колхоза «Бейшеке» Кировского района Киргизской ССР | 06.09.1973      | [ ГС 117 ] |
| 123        | Айтбанов Байтлеу                    | 1911 — ????             | Старший чабан колхоза имени Юсупова Тамдынского района Бухарской области | 07.07.1951      |            |
| 124        | Айтжанов Андамас                    | 1889—1968               | Скотник колхоза «Шатыр-агаш» Каркаралинского района Карагандинской области | 12.07.1949      | [ ГС 118 ] |
| 125        | Айтжанов Капан                      | 1925 — ????             | Бригадир бетонщиков строительного управления «Индустрой» треста «Чимкентпромстрой» Министерства строительства предприятий тяжёлой индустрии Казахской ССР, Чимкентская область                                    | 08.01.1974      | [ ГС 119 ] |
| 126        | Айтжанова Куляш                     | род. 10.1939            | Звеньевая колхоза имени Кирова Панфиловского района Талды-Курганской области | 08.04.1971      | [ ГС 120 ] |
| 127        | Айтжанова Минтай                    | 1910 — ????             | Звеньевая колхоза «Кум-жота» Свердловского района Джамбулской области | 20.05.1949      | [ ГС 121 ] |
| 128        | Айтиев Гапар Айтиевич               | 28.09.1912 — 16.12.1984 | Член-корреспондент Академии художеств СССР, народный художник СССР, гор. Фрунзе | 27.09.1982      | [ ГС 122 ] |
| 129        | Айткужин Алдибай                    | 1902—1952               | Старший чабан колхоза «Алгабас» Каратюбинского района Западно-Казахстанской области | 23.07.1948      | [ ГС 123 ] |
| 130        | Айткулов Аланбай                    | 1886—1952               | Старший чабан колхоза «Каракога» Байганинского района Актюбинской области | 23.07.1948      | [ ГС 124 ] |
| 131        | Айткулов Мустафа Айткулович         | 1902—1965               | Бригадир навалоотбойщиков шахты № 8/9 комбината «Карагандауголь» Министерства угольной промышленности восточных районов СССР                                                                                      | 28.08.1948      | [ ГС 125 ] |
| 132        | Айткулова Айнек                     | 1919 — 27.02.2001       | Мастер швейной фабрики «40 лет Октября» Министерства лёгкой промышленности Киргизской ССР, гор. Фрунзе | 09.06.1966      | [ ГС 126 ] |
| 133        | Айтматов Чингиз Торекулович         | 12.12.1928 — 10.06.2008 | Народный писатель Киргизской ССР, академик Академии наук Киргизской ССР | 31.07.1978      | [ ГС 127 ] |
| 134        | Айтмухамбетов Ахметгалий            | 22.12.1908 — 05.05.1969 | Председатель Орджоникидзевского райисполкома Кустанайской области | 11.01.1957      | [ ГС 128 ] |
| 135        | Айтуаров Жарылгап                   | 01.01.1932 — 26.12.2012 | Старший чабан колхоза «Жетыконурский» Джездинского района Карагандинской области | 22.03.1966      | [ ГС 129 ] |
| 136        | Айтуганов Нуркен                    | 10.08.1916 — 01.01.1993 | Комбайнёр Черниговской МТС Нуринского района Карагандинской области | 11.01.1957      | [ ГС 130 ] |
| 137        | Айтходжаев Мамет                    | 1905—1983               | Заведующий конефермой колхоза «Коммуна» Туркестанского района Южно-Казахстанской области | 23.07.1948      | [ ГС 131 ] |
| 138        | Акбанов Кутпанбет                   | 01.01.1886 — 01.02.1964 | Старший чабан колхоза «Баскудук» Иргизского района Актюбинской области | 07.10.1949      | [ ГС 132 ] |
| 139        | Акгаев Ата                          | 19.11.1922 — 28.11.1998 | Первый секретарь Байрам-Алийского райкома Компартии Туркменистана, Марыйская область | 10.12.1973      | [ ГС 133 ] |
| 140        | Акилов Пулатбай                     | 1898—1970               | Звеньевой колхоза имени Молотова Ленинабадского района Ленинабадской области | 01.03.1948      | [ ГС 134 ] |
| 141        | Акимбеков Абдурахман Мухамедкулович | род. 1925               | Формовщик Джамбулского завода запасных частей Министерства тракторного и сельскохозяйственного машиностроения СССР                                                                                                | 05.08.1966      | [ ГС 135 ] |
| 142        | Акименко Василий Савельевич         | 1899 — ????             | Председатель колхоза «Красный пахарь» Талды-Курганского района Талды-Курганской области | 28.03.1948      | [ ГС 136 ] |
| 143        | Акименко Иосиф Данилович            | 03.04.1902 — 10.04.1982 | Начальник участка шахты № 10 имени Артёма комбината «Ворошиловградуголь» Министерства угольной промышленности западных районов СССР, Ворошиловградская область                                                    | 28.08.1948      | [ ГС 137 ] |
| 144        | Акимжанов Адылкан                   | 1922—1993               | Старший чабан совхоза «Курчумский» Курчумского района Восточно-Казахстанской области | 08.04.1971      | [ ГС 138 ] |
| 145        | Акимжанов Алтынбек Акимжанович      | 15.03.1922 — 01.12.2000 | Первый секретарь Хобдинского райкома Компартии Казахстана, Актюбинская область | 08.04.1971      | [ ГС 139 ] |
| 146        | Акимов Адил                         | 1885—1951               | Заведующий конефермой колхоза «Ногайты» Байганинского района Актюбинской области | 23.07.1948      | [ ГС 140 ] |
| 147        | Акимов Александр Иванович           | 27.05.1931 — 01.02.2005 | Машинист комбайна по добыче и уборке торфа Берендеевского торфопредприятия Министерства топливной промышленности РСФСР, Переславский район Ярославской области                                                    | 20.04.1971      | [ ГС 141 ] |
| 148        | Акимов Алексей Васильевич           | 1912—2003               | Мастер вагонного депо Боготол Восточно-Сибирской железной дороги, Красноярский край | 04.08.1966      | [ ГС 142 ] |
| 149        | Акимов Анатолий Андреевич           | 17.04.1930 — 04.10.2012 | Горнорабочий очистного забоя шахты № 8 «Великомостовская-Комсомольская» комбината «Укрзападуголь» Министерства угольной промышленности Украинской ССР, Львовская область                                          | 30.03.1971      | [ ГС 143 ] |
| 150        | Акимов Илья Андреевич               | 02.08.1936 — 26.02.2016 | Старший вальцовщик Челябинского металлургического завода Министерства чёрной металлургии СССР | 05.03.1976      | [ ГС 144 ] |
| 151        | Акимов Пётр Иванович                | 28.01.1916 — 20.07.2000 | Машинист электровоза Рузаевского локомотивного депо, Мордовская АССР | 24.12.1965      | [ ГС 145 ] |
| 152        | Акимов Рамозан Акимович             | 1881 — 21.12.1971       | Старший табунщик колхоза имени «Правды» Фурмановского района Западно-Казахстанской области | 23.07.1948      | [ ГС 146 ] |
| 153        | Акимов Сергей Титович               | 13.10.1929 — 08.09.1993 | Машинист экскаватора Михайловского железнорудного комбината Министерства чёрной металлургии СССР, Курская область                                                                                                 | 30.03.1971      | [ ГС 147 ] |
| 154        | Акимова Аделаида Игнатьевна         | 17.03.1931 — 29.02.1984 | Бригадир колхоза имени Радищева Гжатского района Смоленской области | 22.03.1966      | [ ГС 148 ] |
| 155        | Акимова Клавдия Ивановна            | 02.10.1928 — 10.04.2003 | Звеньевая колхоза «40 лет Октября» Шумячского района Смоленской области | 30.04.1966      | [ ГС 149 ] |
| 156        | Акимочкин Степан Дмитриевич         | 1898—1975               | Бригадир колхоза «Искра» Ленинск-Кузнецкого района Кемеровской области | 25.02.1949      | [ ГС 150 ] |
| 157        | Акинин Владимир Петрович            | 1935—1997               | Начальник Первого Череповецкого специализированного монтажного управления треста «Металлургпрокатмонтаж» Министерства монтажных и специальных строительных работ СССР, Вологодская область                        | 18.12.1986      | [ ГС 151 ] |
| 158        | Акиньшин Иван Егорович              | 05.07.1925 — 30.03.2000 | Заместитель начальника цеха типографии газеты «Правда» имени В. И. Ленина, гор. Москва | 23.06.1971      | [ ГС 152 ] |
| 159        | Акишин Иосиф Николаевич             | 27.08.1917 — 02.02.1989 | Бригадир подсобного хозяйства «Черевково» Министерства внутренних дел СССР, Черевковский район Архангельской области                                                                                              | 21.07.1952      | [ ГС 153 ] |
| 160        | Акмалов Икрам                       | 1922 — ????             | Медник завода № 84 Совнархоза Узбекской ССР, гор. Ташкент | 02.03.1962      | [ ГС 154 ] |
| 161        | Акназаров Корчубек                  | 01.08.1922 — 01.02.2019 | Первый секретарь Ак-Талинского районного комитета Компартии Киргизии | 22.03.1966      | [ ГС 155 ] |
| 162        | Акниязов Ибадилда                   | род. 1929               | Звеньевой колхоза «Кзыл-Дехкан» Тереньузякского района Кзыл-Ординской области | 20.05.1949      | [ ГС 156 ] |
| 163        | Акопян Азгануш Мхитаровна           | 1928 — ????             | Звеньевая колхоза «Лен уги» Октемберянского района Армянской ССР | 14.06.1950      | [ ГС 157 ] |
| 164        | Акопян Саркис Казарович             | 1902 — ????             | Председатель колхоза «Кармир астх» Октемберянского района Армянской ССР | 14.06.1950      | [ ГС 158 ] |
| 165        | Акопян Сатик Акоповна               | 1910 — ????             | Звеньевая колхоза «III Интернационала» Октемберянского района Армянской ССР | 14.06.1950      | [ ГС 159 ] |
| 166        | Акопян Соня Ивановна                | 1915 — ????             | Звеньевая колхоза имени Сталина, село Мргашат Октемберянского района Армянской ССР | 11.07.1951      | [ ГС 160 ] |
| 167        | Акпаев Кайракпай                    | 1909 — 19.04.2001       | Скотник мясного совхоза «Мын-Булакский» Министерства совхозов СССР, Аягузский район Семипалатинской области | 23.07.1948      | [ ГС 161 ] |
| 168        | Аксёнов Анатолий Антонович          | 04.07.1918 — 14.08.1976 | Директор совхоза «Комсомолец» Кинельского района Куйбышевской области | 06.09.1973      | [ ГС 162 ] |
| 169        | Аксёнов Борис Александрович         | 15.02.1929 — 19.09.2006 | Машинист экскаватора Назаровского угольного карьера комбината «Красноярскуголь» Министерства угольной промышленности СССР, Красноярский край                                                                      | 29.06.1966      | [ ГС 163 ] |
| 170        | Аксёнов Вячеслав Иванович           | род. 04.01.1950         | Монтажник строительно-монтажного поезда № 608 треста «Нижнеангарсктрансстрой» Министерства транспортного строительства СССР, Бурятская АССР                                                                       | 25.10.1984      | [ ГС 164 ] |
| 171        | Аксёнов Михаил Афанасьевич          | 02.05.1917 — 02.02.1980 | Бригадир тракторной бригады Полетаевской МТС Челябинской области | 04.07.1951      | [ ГС 165 ] |
| 172        | Аксёнов Пётр Алексеевич             | 1906 — ????             | Председатель колхоза «3-й год пятилетки» Кемеровского района Кемеровской области | 06.03.1948      |            |
| 173        | Аксёнова Анастасия Ильинична        | 18.10.1903 — 03.06.1976 | Звеньевая колхоза «Большевистское знамя» Ново-Анненского района Сталинградской области | 15.02.1948      | [ ГС 166 ] |
| 173.000004 | Аксёнова Валентина Акимовна         | 09.05.1919 — 2005       | Звеньевая свиноводческого совхоза имени Парижской коммуны Министерства совхозов СССР, Кегичёвский район Харьковской области                                                                                       | 05.05.1949      | [ ГС 167 ] |
| 174        | Аксёнова Пелагея Петровна           | 06.08.1916 — 15.07.1997 | Доярка племенного совхоза «Бутиково» Заокского района Тульской области | 08.04.1971      | [ ГС 168 ] |
| 175        | Аксыиков Исекен                     | 1901—1954               | Председатель колхоза имени Фурманова Фурмановского района Западно-Казахстанской области | 23.07.1948      | [ ГС 169 ] |
| 176        | Аксютин Борис Родионович            | 05.07.1922 — 18.11.2001 | Начальник и главный конструктор Центрального конструкторского бюро тяжёлого машиностроения Министерства общего машиностроения СССР, гор. Москва                                                                   | 09.01.1981      | [ ГС 170 ] |
| 177        | Актанов Сабырбек Жанырбаевич        | 02.03.1937 — 18.03.2020 | Старший чабан совхоза «Горновский» Маркакольского района Восточно-Казахстанской области | 06.06.1990      | [ ГС 171 ] |
| 178        | Акубардия Иосиф Алексеевич          | 1911 — ????             | Звеньевой колхоза имени Сталина Гальского района Абхазской АССР | 21.02.1948      | [ ГС 172 ] |
| 179        | Акуленко Василий Иванович           | 08.02.1937 — 19.08.2019 | Бригадир совхоза «Бауманский» Краснознаменского района Целиноградской области | 03.03.1980      | [ ГС 173 ] |
| 180        | Акулинин Олег Александрович         | 1939—2013               | Оператор Жигулёвской птицефабрики Волжского района Куйбышевской области | 10.02.1975      | [ ГС 174 ] |
| 181        | Акулич Станислав Феликсович         | род. 10.04.1934         | Бригадир электромонтажников специализированного управления № 206 Минского производственного объединения индустриального домостроения имени 50-летия СССР Министерства промышленного строительства Белорусской ССР | 19.03.1981      | [ ГС 175 ] |
| 182        | Акулов Пётр Филимонович             | 1913 — 09.1974          | Бригадир проходчиков шахты № 33/34 комбината «Карагандауголь» Министерства угольной промышленности восточных районов СССР, Карагандинская область                                                                 | 28.08.1948      | [ ГС 176 ] |
| 183        | Акушба Зинайда Хусейновна           | род. 1929               | Звеньевая колхоза имени Берия Гагрского района Абхазской АССР | 03.05.1949      | [ ГС 177 ] |
| 184        | Акчабаев Малик                      | 1932—2001               | Бригадир колхоза имени Калинина Ленинского район Ошской области | 12.04.1979      | [ ГС 178 ] |
| 185        | Акчурин Леонтий Николаевич          | 16.04.1933 — 18.07.1985 | Тракторист колхоза «Красный Октябрь» Комсомольского района Чувашской АССР | 08.04.1971      | [ ГС 179 ] |
| 186        | Акылбеков Джурабай                  | 1902 — ????             | Старший чабан совхоза имени Кирова Фаришского района Самаркандской области | 06.08.1958      | [ ГС 180 ] |
| 187        | Акыниязов Эсен                      | род. 1932               | Тракторист колхоза «Победа» Иолотанского района Марыйской области | 30.04.1966      | [ ГС 181 ] |

| Навигационная таблица | Навигационная таблица  |
| --------------------- | ---------------------- |
| «А»                   | Абаев — Авшалумов      |
| «А»                   | Ага Дадаш — Акыниязов  |
| «А»                   | Алабугина — Алямкина   |
| «А»                   | Амадалиев — Анюховская |
| «А»                   | Апайков — Асютченко    |
| «А»                   | Атабаев — Аяускайте    |